# Port Kembla
Port Kembla – portowe przedmieście Wollongong w stanie Nowa Południowa Walia; 112 km na południe od Sydney. Na przedmieściu znajduje się port morski, kompleks przemysłowy (przemysł chemiczny oraz hutniczy), niewielki, znajdujący się w pobliżu portu rezerwat przyrody (zalewany podczas przypływu) oraz niewielka liczba przedsiębiorstw branży handlowej. Położone jest na wierzchołku Red Point – miejsca pierwszej europejskiej obserwacji dokonanej przez kapitana Jamesa Cooka w 1770 roku. Nazwa „Kembla” jest wyrazem aborygeńskim, oznaczającym „mnóstwo dzikiego ptactwa”.